# Amphoe Khong
Amphoe Khong (Thai: อำเภอ คง) ist ein Landkreis (Amphoe – Verwaltungs-Distrikt) im Norden der Provinz Nakhon Ratchasima. Die Provinz Nakhon Ratchasima liegt in der Nordostregion von Thailand, dem so genannten Isan.

## Geographie
Amphoe Khong grenzt an die folgenden Landkreise (von Norden im Uhrzeigersinn): an die Amphoe Ban Lueam, Bua Yai, Non Daeng, Phimai, Non Sung, Kham Sakaesaeng und Phra Thong Kham in der Provinz Nakhon Ratchasima, sowie an Amphoe Noen Sa-nga der Provinz Chaiyaphum.

## Geschichte
Der Name des Bezirks stammt aus einer Legende, nach der ein Jäger names Khong Siedler einlud, sich auf diesem fruchtbaren Land niederzulassen. Die erste Siedlung wurde daher Mueang Khong genannt. Später entfernte die Regierung das Mueang aus dem Namen, um ihn nicht mit dem Amphoe Mueang, dem Bezirk der Provinzhauptstadt zu verwechseln.
Im Jahr 1938 wurde Khong ein „Zweigkreis“ (King Amphoe) des Amphoe Bua Yai, und 1947 wurde er offiziell zu einem Amphoe heraufgestuft.

## Verkehr
Der Hauptort Mueang Khong verfügt über einen Bahnhof an der Nordostlinie der thailändischen Eisenbahn (Strecke Nakhon Ratchasima–Nong Khai). Durch den östlichen Teil des Bezirks führt die Thanon Mittraphap („Straße der Freundschaft“; Nationalstraße 2).

## Verwaltung

### Provinzverwaltung
Der Landkreis Khong ist in zehn Tambon („Unterbezirke“ oder „Gemeinden“) eingeteilt, die sich weiter in 156 Muban („Dörfer“) unterteilen.
| Nr.  | Name         | Thai      | Muban | Einw.  |
| ---- | ------------ | --------- | ----- | ------ |
| 01.  | Mueang Khong | เมืองคง    | 18    | 12.596 |
| 02.  | Khu Khat     | คูขาด      | 21    | 10.096 |
| 03.  | Thephalai    | เทพาลัย    | 17    | 09.416 |
| 04.  | Ta Chan      | ตาจั่น      | 18    | 08.072 |
| 05.  | Ban Prang    | บ้านปรางค์  | 18    | 09.269 |
| 06.  | Nong Manao   | หนองมะนาว | 0-    | 08.401 |
| 07.  | Nong Bua     | หนองบัว    | 16    | 07.690 |
| 08.  | Non Teng     | โนนเต็ง    | 12    | 07.192 |
| 09.  | Don Yai      | ดอนใหญ่    | 07    | 04.944 |
| 010. | Kham Sombun  | ขามสมบูรณ์  | 13    | 03.985 |

Hinweis: Die Daten der Muban liegen zum Teil noch nicht vor.

### Lokalverwaltung
Es gibt zwei Kommunen mit „Kleinstadt“-Status (Thesaban Tambon) im Landkreis:
- Thephalai (Thai: เทศบาลตำบลเทพาลัย), bestehend aus Teilen des Tambon Thephalai.
- Mueang Khong (Thai: เทศบาลตำบลเมืองคง), bestehend aus Teilen des Tambon Mueang Khong

Außerdem gibt es zehn „Tambon-Verwaltungsorganisationen“ (องค์การบริหารส่วนตำบล – Tambon Administrative Organizations, TAO):
- Mueang Khong (Thai: องค์การบริหารส่วนตำบลเมืองคง)
- Khu Khat (Thai: องค์การบริหารส่วนตำบลคูขาด)
- Thephalai (Thai: องค์การบริหารส่วนตำบลเทพาลัย) bestehend aus Teilen des Tambon Thephalai.
- Ta Chan (Thai: องค์การบริหารส่วนตำบลตาจั่น)
- Ban Prang (Thai: องค์การบริหารส่วนตำบลบ้านปรางค์)
- Nong Manao (Thai: องค์การบริหารส่วนตำบลหนองมะนาว)
- Nong Bua (Thai: องค์การบริหารส่วนตำบลหนองบัว)
- Non Teng (Thai: องค์การบริหารส่วนตำบลโนนเต็ง)
- Don Yai (Thai: องค์การบริหารส่วนตำบลดอนใหญ่)
- Kham Sombun (Thai: องค์การบริหารส่วนตำบลขามสมบูรณ์)